# Nishizawa Junji
Junji Nishizawa (sinh ngày 10 tháng 5 năm 1974) là một cầu thủ bóng đá người Nhật Bản.

## Sự nghiệp câu lạc bộ
Junji Nishizawa đã từng chơi cho Verdy Kawasaki, Shimizu S-Pulse, Kawasaki Frontale, Nagoya Grampus Eight, Kashima Antlers và Consadole Sapporo.